# Amphinomia decumbens
Amphinomia decumbens là một loài thực vật có hoa trong họ Đậu. Loài này được (Thunb.) DC. mô tả khoa học đầu tiên năm 1825.